# NGC 5753
NGC 5753 је спирална галаксија у сазвежђу Волар која се налази на NGC листи објеката дубоког неба.
Деклинација објекта је + 38° 48' 23" а ректасцензија 14h 45m 18,8s. Привидна величина (магнитуда) објекта NGC 5753 износи 15,0 а фотографска магнитуда 15,8. NGC 5753 је још познат и под ознакама MCG 7-30-62, CGCG 220-53, NPM1G +39.0358, IRAS 14434+3859, PGC 52695.